# Северные дисциплины
Северные дисциплины — название используемое Международной федерацией лыжного спорта (ФИС) для обозначения видов лыжного спорта, в которых подошва лыжного ботинка не фиксируется к лыже, в отличие от горнолыжных дисциплин, фристайла и др.
Северные дисциплины включают:
- Лыжные гонки
- Роликовые лыжи
- Прыжки на лыжах с трамплина
- Полёты на лыжах
- Северная комбинация
- Командные соревнования в северной комбинации
- Северная комбинация с роликовыми лыжами
- Командные соревнования по прыжкам на лыжах с трамплина
- Прыжки на лыжах с трамплина с искусственным покрытием
- Массовые лыжные гонки

По всем видам северных дисциплин проводятся международные соревнования в соответствии с календарём ФИС.
Внутри дисциплины проводятся различные состязания. Например, лыжные гонки проводятся на разных дистанциях (5 км, 10 км, 15 км, 30 км, 50 км,), эстафеты.

## Примечание
1. ↑  FIS. Общие правила для всех соревнований. Дата обращения: 22 августа 2009. Архивировано из оригинала 10 декабря 2010 года.
2. ↑  Официальный сайт ФИС. Дата обращения: 22 августа 2009. Архивировано 31 октября 2012 года.